# Phrygionis cultaria
Phrygionis cultaria là một loài bướm đêm trong họ Geometridae.